# Acanthion
Acanthion és un subgènere de rosegadors de la família dels porcs espins del Vell Món. Les espècies que formen aquest grup tenen els narius més petits que els de les altres espècies del gènere Hystrix. Les dues espècies vivents tenen un únic anell negre o part acolorida a les pues.